# Leptosomatidae
Leptosomatidae is een familie van rondwormen, behorende tot de orde Enoplida.

## Naamconflict
Dezelfde naam werd ooit ook toegekend aan een familie van Koerols (vogels), maar vanwege het naamconflict werd die familie in 1977 officieel vastgesteld als Leptosomidae.